# Bernhard Ernst von Bülow
Bernhard Ernst von Bülow, född 2 augusti 1815 och död 20 oktober 1879, var en dansk-tysk diplomat av holsteinsk börd.
Von Bülow ingick efter studier vid olika tyska universitet 1839 i dansk statstjänst, blev 1842 legationsråd och 1842 sändebud i Hamburg. Vid det holsteinska upproret 1848 lämnade von Bülow den danska tjänsten, men återträdde dock inom kort och innehade 1851-62 posten som danska regeringens sändebud vid den tyska förbundsdagen. Vid sidan härav förde han åtskilliga viktiga underhandlingar, bland annat 1852 i Frankfurt am Main med Bismarck och hertigen av Augustenborg rörande dennes avträdande av sina besittningar och avsägelse av sin arvsrätt, 1856 i Berlin och Wien rörande den danska helstatsförfattningen, men då han 1857 erbjöds platsen som utrikesminister i Halls regering, avböjde han. Von Bülow var en av sin tids främste diplomater; sina svårskötta uppdrag fullgjorde han med skicklighet och lade i dagen stort politiskt skarpsinne. När den danska krisen 1864 tillspetsades, tillrådde han regeringen att anta Englands medlingsförslag. När hans råd inte följdes, lämnade han sin post och övergick i mecklenburgsk tjänst. 1873-79 var von Bülow statssekreterare i Tyska rikets utrikesdepartement, efter 1876 preussisk statsminister.
Bernhard Ernst von Bülow var far till rikskanslern Bernhard von Bülow.